# Bhutan
Regatul Bhutan (pronunție fonologică: /buːˈtɑːn/; འབྲུག་ཡུལ་ druk yul, traducându-se ca „Țara dragonului”), oficial Regatul Bhutanului (འབྲུག་རྒྱལ་ཁབ་ druk gyal khap), este o țară din sudul Asiei, aflată la poalele Munților Himalaya, învecinându-se la sud, est și vest cu India și la nord cu China. Între Bhutan și Nepal se află statul indian Sikkim, iar Bengalul de Vest separă statul de Bangladesh.

## Etimologie
Nu se știe cu precizie care e originea numelui „Bhutan”.

## Istorie
Principatul întemeiat de populația thepu în secolul VIII a fost ocupat de tibetani în secolul IX, care impun lamaismul (din secolul XII, religie de stat). În secolul XVIII, principatul Bhutan recunoaște suzeranitatea chineză. Timp de un secol își apără autonomia internă amenințată de expansiunea britanică. Primul monarh ereditar al Bhutanului este instalat la 17 decembrie 1907. În 1910, Marea Britanie recunoaște formal independența Bhutanului, dar își asumă controlul asupra politicii externe a acestuia prin intermediul viceregelui Indiei (până în 1947). La 8 august 1949, prin tratatul semnat cu India, aceasta din urmă preia reprezentarea intereselor externe ale Bhutanului, iar, din 1961, și apărarea acestuia.

## Politică
Sistemul politic s-a dezvoltat încetul cu încetul în ultimii 40 de ani, primele alegeri libere având loc pe data de 24 martie 2008. Parlamentul are 25 de membri în Senat și 47 în Camera reprezentanților. Toți membrii ale partidelor politice sunt în Camera reprezentanților.
Politica externă se bazează pe acordul semnat cu India în 1949 (revizuit cel mai recent în 2007). Bhutanul nu are relații diplomatice cu țara vecină din nord, China.
Bhutanul este membru ONU din 1971, și este membru în 150 de organizații internaționale

## Geografie
Bhutan se află pe versantul sudic al Munților Himalaya, aflăndu-se între China și India. De la nord la sud, statul are o lungime de doar 200 km. Bhutanul este situat la o înălțime destul de mare, centrul țării aflându-se în Himalaya Joasă, cu altitudini situate între 2000 și 5000 metri.Bhutan are cea mai mare suprafață acoperită de munți (peste 90%).Cel mai înalt punct este vârful Kula Kangri, cu 7554 m. Altitudinea țării scade spre sud, unde se găsesc Munții Siwalik, pe care cresc păduri tropicale. Altitudinea continuă să scadă, aici aflăndu-se colinele Duars și mai jos Câmpia Gange-Brahmaputra.
Clima Bhutanului este tropicală umedă până la altitudinea de 1.500 de metri, cu ploi musonice, temperată montană la altitudini mai mari de 1.500 de metri și alpină de la 3.000 de metri. Temperatura medie atinge +10 °C în ianuarie și +25 °C în iulie.

## Economie
Cu toate că economia Bhutanului este nesemnificativă la nivel mondial, ea a avut o dezvoltare de 8% în 2005 și de 14% în 2006. Această dezvoltare se datorează în primul rând punerii în funcțiune a hidrocentralei Tala.
Economia se bazează pe agricultură, industrie forestieră, turism și vânzare de energie electrică Indiei.
Produse agricole sunt: orezul, chili, lapte, orz, porumb, hrișcă etc.
Bhutanul nu are cale ferată, dar conform unei înțelegeri din 2005 cu India, este planificată o cale ferată în sudul țării, care să fie conectată de rețeaua din India.

## Demografie
Speranța de viață este de 66 de ani. Există trei grupuri etnice principale: budiști sharcop, budiști tibetani (aproape jumătate din populație) și hinduși nepalezi. Limbile vorbite pe teritoriul regatului sunt: dzondkha (oficială), dialecte tibetane și nepaleza. Religiile sunt budismul mahayana (oficială) și hinduismul.
Rata natalității: 20‰; rata mortalității: 6,9‰; rata fertilității: 2,3 copii născuți/femeie.

## Cultură
Până în 1961 Bhutanul nu permitea deloc turiștilor străini să viziteze țara, dar și acum (2009) turismul este strict controlat de către autorități.
Bhutanul este singura țară din lume unde budismul mahayana, de tip tibetan, este religie de stat, iar autoritățile fac eforturi mari pentru ca populația să respecte tradițiile naționale, de exemplu purtatul portului popular.